# 新畿內亞舌鱗銀漢魚
新畿內亞舌鱗銀漢魚，為輻鰭魚綱銀漢魚目虹銀漢魚科的其中一種，分布於巴布亞紐幾內亞Sepik及Ramu河流域，為熱帶魚類，體長可達8.2公分，棲息在底中層水域，生活習性不明。

## 擴展閱讀
維基物種上的相關：新畿內亞舌鱗銀漢魚